# Aluatu
Aluatu è un comune della Moldavia situato nel distretto di Taraclia di 1.143 abitanti al censimento del 2004.